# ماريو مارتينز
ماريو مارتينز (بالفرنسية: Mario Martins)‏ (15 أغسطس 1972 بريست فرنسا - ) هو لاعب كرة قدم فرنسي، يلعب كلاعب وسط.

## وصلات خارجية
- ماريو مارتينز على موقع قاعدة بيانات كرة القدم.إي يو (الإنجليزية)
- ماريو مارتينز على موقع عالم كرة القدم.نت (الإنجليزية)
- ماريو مارتينز على موقع GSA (الإنجليزية)